# Teorema da amostragem de Nyquist–Shannon
O teorema da amostragem de Nyquist–Shannon, também conhecido simplesmente como teorema de Nyquist, é fundamental no campo da teoria da informação, particularmente na área de telecomunicações e processamento de sinais. Amostrar é o processo no qual se converte um sinal (por exemplo, uma função contínua no tempo ou espaço) em uma sequência numérica (uma função discreta no tempo ou espaço). A versão de Shannon do teorema é: 
"Seja um sinal, limitado em banda, e seu intervalo de tempo dividido em partes iguais, de forma que se obtenham intervalos tais que, cada subdivisão compreenda um intervalo com período {\displaystyle T} segundos, onde {\displaystyle T} é menor do que {\displaystyle f_{m}/2}, e se uma amostra instantânea é tomada arbitrariamente de cada subintervalo, então o conhecimento da amplitude instantânea de cada amostra somado ao conhecimento dos instantes em que é tomada a amostra de cada subintervalo contém toda a informação do sinal original."
em que {\displaystyle f_{m}} é a maior frequência em Hertz do sinal em questão.
O teorema é, muitas vezes, chamado de Teorema da amostragem de Shannon, ou Nyquist-Shannon-Kotelnikov, Whittaker-Shannon-Kotelnikov, Whittaker-Nyquist-Kotelnikov-Shannon, WKS e etc. Também é muitas vezes chamado simplesmente de Teorema da Amostragem. 
Pode-se concluir então, que o teorema mostra que um sinal analógico, limitado em banda, que foi amostrado, pode ser perfeitamente recuperado a partir de uma sequência infinita de amostras, se a taxa de amostragem for maior que {\displaystyle 2F_{m}} amostras por segundo, em que {\displaystyle F_{m}} é a maior frequência do sinal original. Porém, se um sinal contiver uma componente exatamente em {\displaystyle F_{m}} hertz, e amostras espaçadas de exatamente {\displaystyle 1/(2F_{m})} segundos, não se consegue recuperar totalmente o sinal.
Interpretações mais recentes do teorema são cuidadosas ao excluir a condição de igualdade; isso é, a condição de que {\displaystyle x(t)} não contém frequências maiores ou iguais a {\displaystyle F_{m}}; tal condição é equivalente à exceção prevista por Shannon, quando uma função inclui uma componente estável senoidal exatamente na frequência {\displaystyle F_{m}}.
O teorema assume uma idealização de qualquer situação do mundo real, uma vez que o mesmo só se aplica a sinais que são amostrados para tempo infinito; Um sinal x(t) limitado em tempo não pode ser perfeitamente limitado em banda. A recuperação perfeita do modelo idealizado é matematicamente possível, mas é somente uma aproximação de sinais do mundo real, embora na prática seja uma aproximação muito boa. 
O teorema também leva a uma fórmula para a reconstrução do sinal original. A prática do teorema leva ao entendimento do aliasing que ocorre quando o sistema amostrador não satisfaz as condições do teorema 

## Introdução
Um sinal ou função é limitado em banda se não contém energia em frequências maiores do que o limite de banda B. Um sinal que é limitado em banda é condicionado a quão rápida é sua variação no tempo, e, consequentemente, quanto detalhe ele pode transmitir em um intervalo de tempo.
O teorema da amostragem assegura que as amostras discretas uniformemente espaçadas são uma representação completa do sinal, se sua largura de banda é menos do que a metade da taxa de amostragem. Formalizando tais conceitos, seja {\displaystyle x(t)\,} a representação de um sinal contínuo no tempo e seja {\displaystyle X(f)\,} sua transformada de Fourier:
{\displaystyle X(f)\ {\stackrel {\mathrm {def} }{=}}\ \int _{-\infty }^{\infty }x(t)\ e^{-i2\pi ft}\ dt.\ }
O sinal {\displaystyle x(t)\,} é limitado em banda, B, se:
{\displaystyle X(f)=0\quad } para qualquer {\displaystyle |{f}|>B\,}
A condição suficiente para uma exata reconstrução a partir das amostras em uma taxa de amostragem uniforme {\displaystyle f_{s}\,} (em amostras por unidade de tempo) é:
{\displaystyle f_{s}>2B,\,}
ou, de modo equivalente:
{\displaystyle B<{f_{s} \over 2}.\,}
{\displaystyle 2B\,} é chamado de  Taxa de Nyquist e é uma propriedade do sinal limitado em banda, enquanto que {\displaystyle f_{s}/2\,} é chamado de Frequência de Nyquist e é uma propriedade deste sistema de amostragem.
O intervalo de tempo entre amostras sucessivas é referido como intervalo de amostragem:
{\displaystyle T\ {\stackrel {\mathrm {def} }{=}}\ {\frac {1}{f_{s}}},\,}
e as amostras de {\displaystyle x(t)\,} são:
{\displaystyle x(nT)\quad n\in \mathbb {Z} \,}(inteiros).
O teorema da amostragem leva a um procedimento para a reconstrução do {\displaystyle x(t)\ } original a partir de amostras e, respeitando-se as condições iniciais, garante que essa reconstrução seja exata.

## O processo de amostragem
O teorema descreve dois processos em processamento de sinais: um processo de amostragem, no qual um sinal contínuo no tempo é convertido em um sinal de tempo discreto, e um processo de reconstrução, no qual o sinal contínuo original é recuperado do sinal de tempo discreto.
O sinal contínuo varia no tempo (ou espaço em uma imagem digitalizada, ou outra variável independente em alguma outra aplicação) e o processo de amostragem é realizado medindo-se o valor do sinal contínuo a cada T unidades de tempo (ou espaço), o que é chamado de intervalo de amostragem. Na prática, para sinais que são funções do tempo, o intervalo de amostragem é tipicamente pequeno, na ordem de milissegundos, microssegundos, ou menos. Isto resulta em uma sequência de números, chamados de amostras, que representam o sinal original. Cada amostra é associada com o instante no tempo quando a mesma foi tomada. A recíproca do intervalo de amostragem (1/T) é a frequência de amostragem denominada fs, a qual é medida em amostras por unidades de tempo. Se T é expressa em segundos, então fs é expressa em Hz.
A reconstrução do sinal original é um processo de interpolação  que matematicamente define um sinal contínuo no tempo x(t) a partir de amostras discretas x[n] e , às vezes, entre os instantes de amostragem nT.

Fig.2: A função sinc normalizada : sin(πx) / (πx) ... mostrando o pico central em x=0, e os cruzamentos em zero ocorrendo nos outros valores inteiros de x.

- O procedimento: Cada valor de amostra é multiplicado pela função sinc dimensionada, de modo que os cruzamentos de zero da função sinc ocorram nos instantes de amostragem e que o ponto central da função sinc seja deslocado para o tempo daquela amostra, nT. Todas essas funções dimensionadas e deslocadas são então somadas umas com as outras, para se recuperar o sinal original. As funções deslocadas no tempo e dimensionadas são funções contínuas, fazendo com que a soma das mesmas também seja contínua, de modo que o resultado desta operação é um sinal contínuo. Tal procedimento é Representado pela Fórmula de interpolação de Whittaker-Shannon.
- A condição: O sinal obtido deste processo de reconstrução não pode ter frequências maiores do que metade da frequência de amostragem. De acordo com o teorema, o sinal reconstruído será equivalente ao sinal original, respeitando-se a condição de que o sinal original não contenha frequências sobre, ou acima deste limite. Esta condição recebe o nome de Critério de Nyquist, ou, às vezes, Condição de Raabe.

Se o sinal original contém uma componente de frequência igual a metade da taxa de amostragem, a condição não é satisfeita. O sinal recuperado pelo teorema poderá ter uma componente naquela frequência, mas a amplitude e a fase daquela componente, provavelmente não irá condizer com a componente original.
Esta reconstrução ou interpolação utilizando funções do tipo sinc não é a única interpolação que pode ser utilizada. De fato, é impossível na prática pois ela requer a soma de infinitos termos. Realmente, é o método da interpolação que, na teoria, recupera exatamente qualquer x(t) limitado em banda, com qualquer limite de banda B < 1/2T); qualquer outro método que faça isso é formalmente equivalente a este.

## Considerações práticas
Algumas consequências podem ser tiradas do teorema:
- Se a maior frequência B no sinal original é conhecida, O teorema dá o limite inferior da frequência de amostragem para que a reconstrução perfeita possa ser assegurada. Este limite inferior para a frequência de amostragem, 2B, é chamado de taxa de Nyquist.
- Se em vez disso a frequência de amostragem é conhecida, o teorema nos dá um limite superior para componentes de frequência,B < fs/ 2, do sinal , permitindo a reconstrução perfeita. Este limite superior é a frequência de Nyquist, denominadafN.

Ambos casos implicam que o sinal a ser amostrado deve ser limitado em banda; isso é, qualquer componente deste sinal, que contém uma frequência acima de certo limite deveria ser zero, ou ao menos suficientemente próximo a zero, permitindo que negligenciemos sua influência na reconstrução resultante.  No primeiro caso, a condição de limitação em banda do sinal amostrado pode ser atingida, assumindo-se um modelo do sinal  que pode ser analisado em termos de suas componentes de frequência; por exemplo, sons que são produzidos por um humano falando normalmente contém frequências muito baixas sobre ou acima de 10 kHz e é então suficiente para amostrar tal sinal de áudio com uma frequência de amostragem de pelo menos 20 kHz. Para o segundo caso, devemos assegurar que o sinal amostrado seja limitado em banda de modo que as componentes de frequência sobre ou acima da metade da frequência de amostragem possam ser neglicenciadas. Isso é usualmente conseguido utilizando um filtro passa baixas; Por exemplo, se deseja-se amostrar uma forma de onda a 8 kHz, O sinal deve primeiro passar por um filtro passa baixas, com frequência de corte 4 kHz.
Na prática, nenhum dos dois casos acima pode ser completamente satisfeito, e também a formula de reconstrução não pode ser precisamente implementada. O processo de reconstrução que envolve funções sinc deslocadas e redimensionadas pode ser descrito como ideal.  Mas não pode ser realizado na prática uma vez que o mesmo implica que cada amostra contribua para a reconstrução do sinal original em praticamente todos os pontos do tempo, de modo que precisa-se somar um número infinito de termos.  Ao invés disso, um tipo de aproximação das funções sinc, finitas em comprimento, deve ser usado.  O erro que isso implica é chamado de erro de interpolação. Conversores digital para analógico práticos não produzem funções sinc deslocadas e redimensionadas nem deltas de dirac, mas uma sequência de pulsos retangulares deslocados e redimensionados. Esta prática seccionalmente constante de saída pode ser modelada como um filtro hold de ordem zero impulsionado pela sequência de impulsos de Dirac dimensionados e atrasados, referidos na base matemática abaixo.
Além disso, na prática, um sinal nunca pode ser perfeitamente limitado em banda, filtros do tipo "muro de tijolos" não podem ser realizados. Todos os filtros práticos só podem atenuar as frequências fora de um determinado intervalo, não removê-las completamente. Além disso, um "sinal" no tempo nunca pode ser limitado em banda. Isto significa que, mesmo se uma reconstrução ideal pudesse ser feita, o sinal reconstruído não seria exatamente o sinal original. O erro que corresponde ao fracasso da limitação em banda é referido comoalias.
O teorema da amostragem não diz o que acontece quando as condições e procedimentos não são exatamente respeitados, mas a prova propõe um quadro analítico em que a não-idealidade pode ser estudada. Um designer de um sistema que lida com processos de amostragem e reconstrução precisa de uma profunda compreensão do sinal a ser amostrado, em especial o seu conteúdo de frequências, a frequência de amostragem, como o sinal é reconstruído em termos de interpolação, e o requisito para o erro total de reconstrução , incluindo aliasing, amostragem, interpolação e outros erros. Essas propriedades e parâmetros podem precisar de ser cuidadosamente ajustados de forma a obter um sistema útil.

## Aliasing
A fórmula de Poisson indica que as amostras da função {\displaystyle x(t)\,}são suficientes para criar uma extensão periódica da função {\displaystyle X(f)\,}.
Como descrito nas Figuras 3, 4 e 8, as cópias de {\displaystyle X(f)\,} são deslocadas por múltiplos de {\displaystyle F_{S}\,} e combinadas por uma soma.

Fig.3: Espectro hipotético de um sinal limitado em banda adequadamente amostrado (azul) e imagens (verde) que não se sobrepõem. Um filtro passa-baixas do tipo "muro de tijolos" pode remover as imagens e manter o espectro original, assim recuperando o sinal original a partir das amostras.

Se a condição de amostragem não está satisfeita, cópias adjacentes se sobrepõem, e não é possível, em geral, para discernir uma inequívoca {\displaystyle X(f)\,}. Qualquer componente de frequência acima {\displaystyle f_{s}/2\,} é indistinguível de uma componente de baixa frequência, chamado de alias, associado com uma das cópias. A técnica de reconstrução descrita abaixo produz o alias, ao invés do componente original, em tais casos.

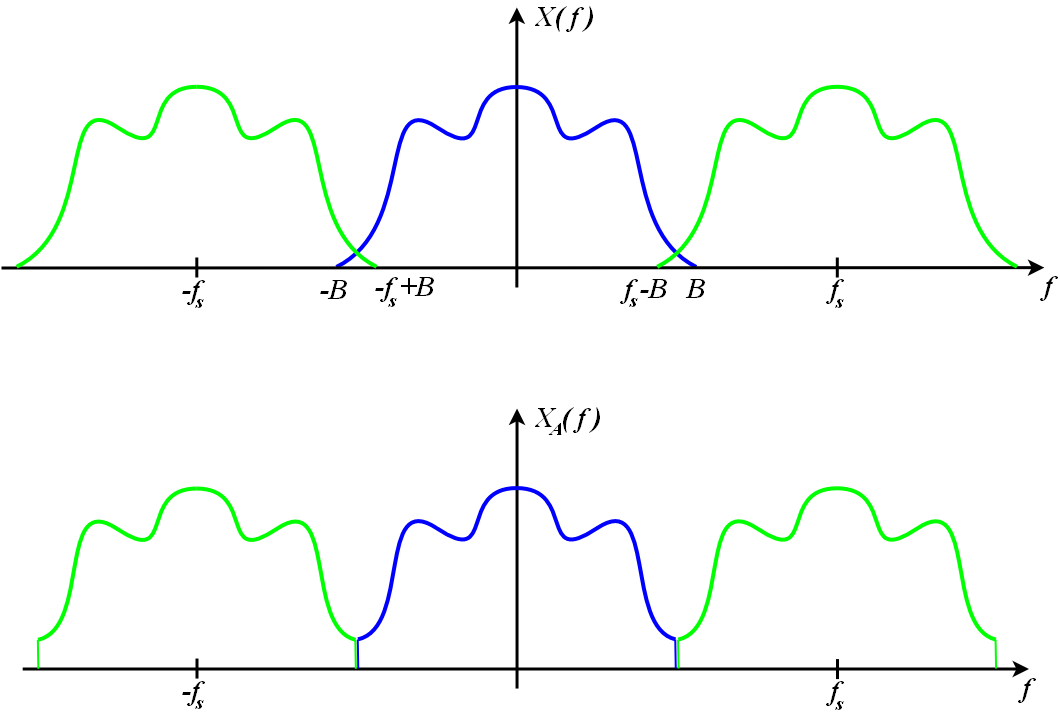
Fig.4 Em cima: Espectro hipotético de um sinal limitado em banda (azul) insuficientemente amostrado, em que as imagens se sobrepõem. As bordas sobrepostas ou "caudas" das imagens se somam, criando um espectro diferente do original.Embaixo: Espectro hipotético de um sinal limitado em banda (azul) amostrado marginalmente [X_{A}(f)], onde as imagens (verde) por pouco não se sobrepõem. Entretanto, o espectro resultante da amostragem de X_{A}(f) é idêntico ao espectro resultante da amostragem inadequada X(f) (cima) porque a soma da banda base e imagens são as mesmas em ambos os casos. Os sinais amostrados discretos x_{A}[n] and x[n] também são idênticos. Não é possível, apenas a partir de um exame dos espectros (ou dos sinais amostrados), distinguir as duas situações. Se esse fosse, por exemplo, um sinal de áudio, x_{A}[n] and x[n] teriam o mesmo som e o sinal presumido como "adequadamente" amostrado seria o alias de x[n], já que o espectro X_{A}(f) imita o espectro X(f).

Para uma componente senoidal de exatamente metade da frequência de amostragem, a componente será conhecida em geral para outra senoide da mesma frequência, mas com uma fase e amplitude diferentes.
Para prevenir o aliasing deve-se: aumentar da taxa de amostragem até duas vezes da maior frequência do sinal. Se o sinal é limitado no tempo a frequência de amostragem deve ser tão alta quanto se conseguir, pois em frequência o sinal se espalha por todo o espectro sendo não limitado; com isso deve-se remover ou filtrar as frequências acima da frequência mais alta desejada evitando a formação do aliasing.
Logo, o objetivo do filtro antialiasing é limitar a largura de banda do sinal para satisfazer a condição para que então efetue-se após a amostragem adequada, prevenindo a chance da formação do aliasing. Tal restrição funciona na teoria, mas não é precisamente factível na realidade, porque os filtros de realização sempre permitirão algum vazamento de altas frequências. No entanto, o vazamento de energia pode ser pequeno o suficiente para que os efeitos de aliasing sejam insignificantes. 